# صوفي براي
صوفي براي (بالإنجليزية: Sophie Bray)‏ هي لاعب هوكي الحقل بريطانية، ولدت في 12 مايو 1990 في غراس في فرنسا.

## وصلات خارجية
- صوفي براي على موقع الاتحاد الدولي للهوكي (الإنجليزية)
- صوفي براي على موقع اللجنة الأولمبية الدولية (الإنجليزية)
- صوفي براي على موقع أوليمبيديا (الإنجليزية)
- صوفي براي على موقع اللجنة الأولمبية البريطانية (الإنجليزية)
- صوفي براي على موقع اتحاد ألعاب الكومنولث (مؤرشف) (الإنجليزية)